# Ad extirpanda
Ad extirpanda (en latin : « pour extirper ») est une bulle promulguée par le pape Innocent IV le 15 mai 1252. Elle est prise après l’assassinat de l’inquisiteur Pierre de Vérone, le 6 avril 1252, par une conspiration de cathares. Cette bulle autorise l’usage de la torture par l’Inquisition, si nécessaire, et définit dans quelles circonstances elle est applicable afin d’obtenir des aveux des hérétiques .

## Légitimation et portée
La bulle fait valoir que comme les hérétiques sont des « assassins d'âmes mais aussi des voleurs de sacrements divins et de la foi chrétienne… » ils doivent « être forcés, comme le sont les voleurs et les bandits en confessant leurs erreurs et accusant d'autres, bien qu'il ne faille pas négliger les dangers pour la vie ou l'intégrité physique ».
Ad extirpanda précise deux critères :
- la torture ne doit pas entraîner la mort ou menacer l'intégrité physique (« citra membri diminutionem et mortis periculum ») ;
- l’inquisiteur doit juger les éléments de preuve contre l'accusé quasiment certains.

La bulle concède à l'État le droit de confisquer une partie de la propriété des hérétiques reconnus coupables par l’Inquisition. En contrepartie, l'État assume la charge de mener à bien la peine. 
La bulle précise : « Quand ceux jugés coupables d'hérésie ont été donnés à la puissance civile par l'évêque, son représentant ou l'Inquisition, le podestat ou le premier magistrat de la ville doit les prendre en même temps, et doit, dans les cinq jours au plus, exécuter les lois prononcées contre eux ».

## Edition du texte latin et traduction française
- Patrick Gilli, Julien Théry, "Innocent III organise la répression de l'hérésie dans le cadre des communes italiennes", dans Le gouvernement pontifical et l’Italie des villes au temps de la théocratie (fin-XIIe-mi-XIVe s.), Montpellier, Presses universitaires de la Méditerranée, 2010, p. 5-588, disponible en ligne.
- Texte latin, traduction française, témoins manuscrits et  et bibliographie dans APOSCRIPTA database - Unified Corpus of Papal Letters, n° 6106.

## Source
- (en) Cet article est partiellement ou en totalité issu de l’article de Wikipédia en anglais intitulé « Ad extirpanda » (voir la liste des auteurs).